# (2751) Campbell
(2751) Campbell es un asteroide perteneciente al cinturón de asteroides descubierto el 7 de septiembre de 1962 por el equipo del Indiana Asteroid Program desde el Observatorio Goethe Link de Brooklyn, Estados Unidos.

## Designación y nombre
Campbell recibió inicialmente la designación de 1962 RP.
Más adelante, en 1987, se nombró en honor del astrónomo estadounidense William Wallace Campbell (1862-1938).

## Características orbitales
Campbell orbita a una distancia media del Sol de 2,407 ua, pudiendo alejarse hasta 2,823 ua y acercarse hasta 1,991 ua. Tiene una excentricidad de 0,1728 y una inclinación orbital de 1,488 grados. Emplea 1364 días en completar una órbita alrededor del Sol.

## Características físicas
La magnitud absoluta de Campbell es 12,9 y el periodo de rotación de 2,747 horas.